# Agapito Maestre Sánchez
Agapito Maestre Sánchez (Puertollano, Ciudad Real, 1954) es un escritor y profesor de filosofía español.

## Trayectoria académica
Realizó estudios de Filosofía en Madrid, ampliados posteriormente en Alemania, bajo la dirección de Jürgen Habermas. Doctor por la Universidad Complutense con premio extraordinario y Licenciado en Ciencias Políticas por la Universidad Complutense. Ha sido profesor en varias universidades españolas. En último lugar, en la de Almería. Fue catedrático de esta última en 1996, aunque una resolución de 2002 le privó de la Cátedra, basándose en un defecto de procedimiento administrativo.
Ha colaborado en numerosos medios de comunicación desde 2002 hasta la actualidad, en prensa escrita, en radio y en televisión. Destacan también sus colaboraciones en el medio en internet Libertad Digital, en la cadena de televisión de ese mismo nombre y en la emisora de radio EsRadio, perteneciente al mismo grupo mediático, así como en Onda Cero.

## Obras
- Fragmentos sobre la actualidad, Ciudad Real, Diputación Provincial de Ciudad Real, 1991, ISBN 978-84-7789-061-4.
- "Modernidad, historia y política", Estella, Verbo Divino, 1992, ISBN 978-8471518170.
- "El proceso de la unidad europea y el resurgir de los nacionalismos", [coauts. Gerardo López Sastre, Domingo Fernández Agís, José Antonio Gimbernat, Esteban Molina, Julio Quesada], Madrid, Euroliceo; Telde, Ayuntamiento de Telde, 1993, ISBN 978-84-88984-00-5.
- "Argumentos para una época: diálogos filosóficos en Alemania", Barcelona, Anthropos, 1993, ISBN 84-7658-391-5.
- "El poder en vilo. En favor de la política", Madrid, Tecnos, 1994, ISBN 978-84-309-2472-1.
- "Notas escépticas", Madrid, Libertarias-Prodhufi, 1994, ISBN 978-84-76-832-967.
- "El vértigo de la democracia", Madrid, Huerga y Fierro, 1996, ISBN 84-89678-33-2.
- "Política y ética", Madrid, I.S.E., 1998.
- "La escritura de la política", México, Cepcom [Centro de Estudios de Política Comparada], 1999, ISBN 978-96-8782-512-0; reed. Madrid, Ediciones del Orto, 2012, ISBN 978-84-7923-458-4.
- "El pulso del pensamiento", Madrid, Biblioteca Nueva, 1999, ISBN 978-8470307249.
- "Liberalismo fin de siglo (Homenaje a José G. Merquior)" [eds. Ernest Gellner, César Cansino], Almería, Universidad de Almería, 2000, ISBN 978-84-8240-121-8.
- "Meditaciones de Hispano-América", Madrid, Tecnos, 2001, ISBN 84-309-3660-2.
- "Discursos políticos-Juan Donoso Cortés", [Ed.], Madrid, Tecnos, 2002, ISBN 978-8430938735.
- "Ensayos sobre la inteligencia americana: antología de textos filosóficos", [coaut. Alfonso Reyes], Madrid, Tecnos, 2002, ISBN 978-8430938353.
- "Viaje a los ínferos americanos: por tierras de México, Venezuela y Cuba", Madrid, Tecnos, 2003, ISBN 84-309-3982-2.
- "El placer de la lectura: La biblioteca de Herrera en la Onda", Madrid, Oberon, 2007, ISBN 978-8496511422.
- "Leer por libre", Madrid, Oberon, 2009, ISBN 978-8420697932.
- "El fracaso de un cristiano: el otro Herrera Oria", Madrid, Tecnos, 2009, ISBN 978-84-309-5017-1.
- "Del sentimiento. El cine de José Luis Garci", Madrid, Notorious Ediciones, 2012, ISBN 978-84-15606-12-3.
- "Diario de México", Madrid, Ediciones Clásicas, 2014, 978-84-7882-785-5.
- "Otra realidad: diario filosófico", Madrid, Tecnos, 2015, ISBN 978-8430965540.
- "Podemos. Carta a Carolina Bescansa", Madrid, Ediciones del Orto, 2015, ISBN 978-84-7923-532-1.
- "Ciudadanos de la nueva España", Barcelona, Stella Maris, 2016, 978-84-16541-25-6.
- "Ortega y Gasset, el gran maestro", Córdoba, Almuzara, 2019, ISBN 978-8417558178.
- "Entretelas de España. Meditaciones sobre una nación moribunda", Madrid, Unión Editorial, 2020, ISBN 9788472098046.
- "El tiempo roto. Un diario de la pandemia", Madrid, Unión Editorial, 2021, ISBN 978-84-7209-824-4.
- "La razón alegre. El cine de Gonzalo García Pelayo", Madrid, Unión Editorial, 2021, ISBN 978-84-7209-831-2.
- "Marcelino Menéndez Pelayo. El Gran heterodoxo", Madrid, Ediciones Atlantis, 2023, ISBN 978-84-125790-7-9.